# إغناطيوس جويدي
إغناطيوس (إيْنياتْسْيُو) جْوِيدي ( 1206 - 1354 ه‍ / 1844 - 1935 م ) هو مستشرق إيطالي، عالم بالعربية والحبشية والسريانية.
كان جويدي يتقن اللغة العربية إتقاناً تاماً، كما كان على علم بالعامية، خصوصاً اللهجة اللبنانية.
من كتبه العربية «محاضرات أدبيات الجغرافيا والتاريخ واللغة عند العرب باعتبار علاقتها بأوربا خصوصاً بإيطاليا» و «جداول كتاب الأغاني».